# Nekemtie
Nekemtie – miasto w Etiopii, w stanie Oromia. Według danych szacunkowych na rok 2008 liczy 92 700 mieszkańców.